# Eduard Firmenich-Richartz

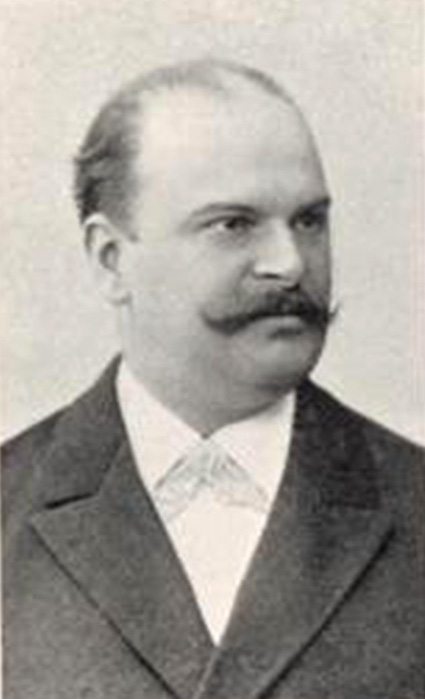
Eduard Firmenich-Richartz (ca. 1904)

Eduard Firmenich-Richartz (geboren am 30. August 1864 in Berlin; gestorben 29. Juli 1923 in Bonn) war ein deutscher Kunsthistoriker.

## Leben
Firmenich-Richartz, Sohn des Schriftstellers Johann Matthias Firmenich-Richartz, erhielt seine Schulausbildung in Bonn. Er studierte ab 1886 Kunstgeschichte an den Universitäten Bonn, Berlin, Wien, München und Straßburg. Er wurde 1891 an der Universität Straßburg bei Carl Justi promoviert. Im Februar 1896 wurde er an der Universität Bonn habilitiert, 1904 dort Titularprofessor, 1917 Honorarprofessor und 1921 außerplanmäßiger außerordentlicher Professor.
Sein Spezialgebiet war die altkölnische Malerei. Gemeinsam mit Hermann Keussen brachte er 1895 unter dem Titel Kölnische Künstler in alter und neuer Zeit eine neu bearbeitete und erweiterte Ausgabe der von Johann Jakob Merlo zusammengestellten Nachrichten von dem Leben und den Werken kölnischer Künstler heraus. Er war im Jahr 1904 Mitglied des Vorstands der Kunsthistorischen Ausstellung im Kunstpalast Düsseldorf. Firmenich-Richartz wurde als hervorragender Kenner der älteren niederländischen und niederrheinischen Malerei geschätzt, er unternahm für die Düsseldorfer Ausstellung 1904 ausgedehnte Reisen entlang des Rheins, um weniger bekannte Gemälde aufzuspüren.
Er wohnte in der Colmantstraße in Bonn und besaß eine umfangreiche Bibliothek, die nach seinem Tod im Mai 1925 in einer Versteigerung angeboten wurde. Er gehörte 1914 zu den Unterzeichnern der Erklärung der Hochschullehrer des Deutschen Reiches. Nach seinem Tode wurde er am 31. Juli 1923 auf dem Poppelsdorfer Friedhof beigesetzt.

## Publikationen (Auswahl)
- Bartholomaeus Bruyn und seine Schule. Eine kunsthistorische Studie (= Beiträge zur Kunstgeschichte. Neue Folge, 14). E. A. Seemann, Leipzig 1891 (archive.org – Dissertation, Universität Straßburg, Philosophische Fakultät).
- Meister Wilhelm. Eine Studie zur Geschichte der altkölnischen Malerei. In: Zeitschrift für christliche Kunst. Nr. 4, 1891, ISSN 0935-7041, Sp. 239–254.
- mit Hermann Keussen (Hrsg.): Kölnische Künstler in alter und neuer Zeit. Johann Jacob Merlos neu bearbeitete und erweiterte    Nachrichten von dem Leben und den Werken Kölnischer Künstler. L. Schwann, Düsseldorf 1895 (archive.org).
- mit Paul Clemen (Hrsg.): Meisterwerke westdeutscher Malerei und andere hervorragende Gemälde alter Meister aus Privatbesitz auf der Kunsthistorischen Ausstellung zu Düsseldorf 1904. F. Bruckmann, München 1905 (archive.org).
- Die Brüder Boisserée. Erster Band: Sulpiz und Melchior Boisserée als Kunstsammler. Ein Beitrag zur Geschichte der Romantik. E. Diederich, Leipzig 1916 (Digitalisat Universitätsbibliothek Köln).